# Destilador marino

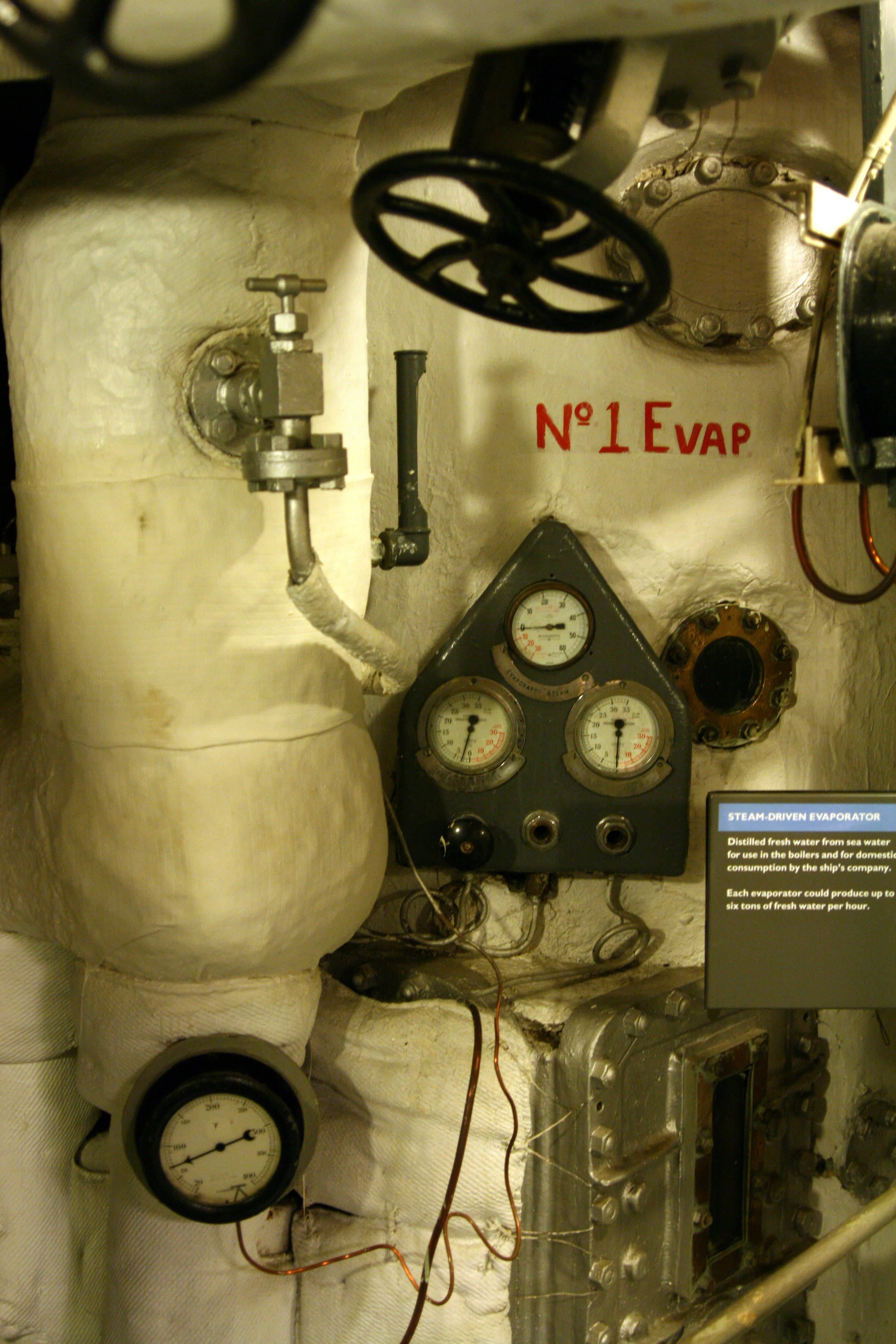
Este evaporador de vapor a bordo del destiló hasta seis toneladas de agua dulce por hora para la caldera y para beber.

Un evaporador, destilador o aparato de destilación es una pieza del equipo del barco que se utiliza para producir agua potable fresca a partir de agua de mar por destilación. Teniendo en cuenta que el agua dulce necesaria para dar de beber a la tripulación durante unos meses ocupa mucho volumen,  puede estropearse durante su almacenamiento, y es un suministro esencial para cualquier viaje largo, la capacidad de producir agua a mitad del océano es importante para cualquier barco. 

## Destiladores primitivos en los veleros.

Esquema de un alambique.

Aunque los destiladores a menudo se asocian con los barcos de vapor, su uso es anterior a este. 
Obtener agua dulce a partir del agua de mar es un sistema teóricamente sencillo que, en la práctica presenta muchas dificultades. En la actualidad y desde hace muchos años hay varias soluciones experimentadas y satisfactorias que funcionan con un rendimiento muy grande.
En los primeros tiempos no fue así. El rendimiento era bajo (entendiendo por rendimiento la cantidad de combustible necesario para obtener una cierta cantidad de agua potable) y, en muchos casos, el agua obtenida no era bastante buena para beber.
El aparato de destilación solo estaba instalado en barcos de guerra más grandes y en algunos barcos de exploración en este momento: la gran tripulación de un barco de guerra necesitaba más agua y no podían permitirse el espacio suficiente para llevar suficiente espacio. Los barcos de carga, y sus tripulaciones más pequeñas, simplemente llevaban sus suministros con ellos.
Una selección de sistemas documentados es la siguiente:
- 1539. Blasco de Garay.[2][3][4]
- 1560. "Jornada de Los Gelves".[5]
- 1578. Martin Frobisher. Según algunos obtuvo agua dulce a partir de agua de mar congelada.[6]
- 1717. Un médico de Nantes, M. Gauthier, propuso un alambique que no funcionaba bien en alta mar, con el balanceo de la nave.[7]
- 1763. Poissonier. Condensador de contracorriente.[8][9]
- 1771. Método del Dr. Irving, adoptado por Marina Real Británica.[10]
- 1771. James Cook, en su barco HMS Resolution, tenía un alambique en su cocina[11] e hizo algunas pruebas para comprobar el consumo de carbón hacia la producción de agua dulce.[12][13]
- 1781. El HMS Resolution, barco de exploración del Pacífico de Cook, de 1771 llevaba un destilador[11]
- 1783. Louis Antoine de Bougainville[14]

- 1805. El HMS Victory Nelson. HMS Victory de 1805 iba equipado con un aparato de destilación en su cocina.[15]

- 1817. Louis Claude de Saulces de Freycinet[16][17][18]
- 1821. Publicación de los detalles de un aparato de destilar aiguardente de vino en proceso continuo, del catalán Joan Jordana y Elias. Este alambique presentaba muchas ventajas sobre los anteriores y fue adoptado rápidamente en Cataluña.[19]

## Agua para alimentación de la caldera
Con el desarrollo de la máquina de vapor marina, sus calderas también requerían un suministro continuo de agua de alimentación. 
Las primeras calderas de vapor usaban agua de mar directamente, pero esto daba problemas con la acumulación de salmuera y escamas. Por eficiencia, además de conservar el agua de alimentación, los motores marinos generalmente han estado condensando motores. Para 1865, el uso de un condensador de superficie mejorado permitía el uso de agua dulce, ya que el agua de alimentación adicional que ahora se requería era solo la pequeña cantidad requerida para compensar las pérdidas, en lugar del total pasado a través de la caldera. A pesar de esto, un gran buque de guerra podría requerir hasta 100   toneladas de maquillaje de agua dulce para el sistema de agua de alimentación por día, cuando está en plena potencia. También se prestó atención a la desaireación del agua de alimentación, para reducir aún más la corrosión de la caldera.
El sistema de destilación para el agua de alimentación de la caldera en este momento generalmente se denominaba evaporador, en parte para distinguirlo de un sistema separado o destilador utilizado para beber agua. Los sistemas separados se utilizaron a menudo, especialmente en los primeros sistemas, debido al problema de la contaminación de los lubricantes aceitosos en el sistema de agua de alimentación y debido a las capacidades muy diferentes requeridas en los buques más grandes. Con el tiempo, las dos funciones se combinaron y los dos términos se aplicaron a los componentes separados del sistema. 

## Destiladores de agua potable.
El primer suministro de agua por destilación de vapor de caldera apareció en los primeros vapores de palas y usó una caja de hierro simple en las cajas de paletas, enfriada por salpicaduras de agua. Un suministro de vapor directo de la caldera, evitando el motor y sus lubricantes, fue conducido a ellos. Con el desarrollo de camisas de calentamiento de vapor alrededor de los cilindros de los motores, como el motor del maletero, el escape de esta fuente, una vez más sin lubricar, podría condensarse.

## Evaporadores

### Suministro combinado
Las primeras plantas de destilación que hervían un suministro de agua separado del de la caldera principal, aparecieron alrededor de 1867. Estos no fueron calentados directamente por una llama, pero tenían un circuito de vapor primario que usaba vapor de caldera principal a través de bobinas dentro de un tambor de vapor o evaporador. El destilado de este recipiente pasó luego a un recipiente adyacente, el condensador de destilación. Como estos evaporadores utilizaron un suministro de agua de mar "limpia" directamente, en lugar de agua contaminada del circuito de la caldera, podrían utilizarse para suministrar agua de alimentación y agua potable. Estos destiladores dobles aparecieron alrededor de 1884. Para seguridad contra fallas, los barcos, excepto los más pequeños, estaban equipados con dos juegos.

### Evaporadores de vacío
Los evaporadores consumen una gran cantidad de vapor y, por lo tanto, combustible, en relación con la cantidad de agua dulce producida. Su eficiencia se mejora al trabajar con vacío parcial, suministrado por los condensadores del motor principal. En los barcos modernos que funcionan con diesel, este vacío puede ser producido por un eyector, generalmente operado por la salida de la bomba de salmuera. Trabajar al vacío también reduce la temperatura requerida para hervir el agua de mar y, por lo tanto, permite que los evaporadores se utilicen con el calor residual a temperaturas más bajas del sistema de refrigeración diésel. 

### Sarro
Uno de los mayores problemas operativos con un evaporador es la acumulación de sarro. Su diseño está diseñado para reducir esto y para que su limpieza sea lo más efectiva posible. El diseño habitual, desarrollado por Weir y Admiralty, es para un tambor cilíndrico vertical, calentado por bobinas ahogadas que transportan vapor en la parte inferior. Ya que están completamente sumergidos, evitan la región más activa para el depósito de escamas, alrededor de la línea de flotación. Cada bobina consta de uno o dos espirales en un plano. Cada bobina se retira fácilmente para su limpieza, y se sujeta mediante uniones de tuberías individuales a través del lado del evaporador. También se proporciona una puerta grande, que permite retirar o reemplazar las bobinas. La limpieza se puede realizar mecánicamente, con un martillo de sarro manual. Esto también tiene un riesgo de daño mecánico en los tubos, ya que las picaduras más pequeñas tienden a actuar como un núcleo para la incrustación o la corrosión. También es una práctica común liberar las escamas de luz por choque térmico, pasando vapor a través de las bobinas sin enfriar el agua presente o calentando las bobinas, luego introduciendo agua de mar fría. En 1957, la nave de ensayos HMS Cumberland, un crucero pesado obsoleto, se usó para las primeras pruebas del destilador del "elemento de flexión", donde los serpentines de calentamiento no rígidos se flexionaban de forma continua durante en servicio y así se liberaba el sarro tan pronto como se formaba una capa rígida. 
A pesar de la salinidad obvia del agua de mar, la sal no es un problema para la deposición hasta que alcanza la concentración de saturación. Como esta es aproximadamente siete veces mayor que la del agua de mar y los evaporadores solo se operan a una concentración de dos veces y media, esto no es un problema en el servicio. 
Un problema mayor para la descamación es la deposición de sulfato de calcio. El punto de saturación para este compuesto disminuye con temperaturas superiores a 60 °C (140 °F), por lo que a partir de alrededor de 90 °C (194 °F) forma un depósito duro y tenaz. 
Para controlar aún más la formación de incrustaciones, se puede proporcionar un equipo para inyectar automáticamente una solución de ácido cítrico débil en la alimentación del agua de mar. La relación es 1:1350, respecto al agua de mar, en peso.

### Evaporadores compuestos
La operación de un evaporador representa un consumo costoso de vapor de la caldera principal, por lo tanto de combustible. Los evaporadores para un buque de guerra también deben ser adecuados para suministrar las calderas a plena potencia cuando sea necesario, aunque esto rara vez se requiere. La variación del vacío bajo el cual funciona el evaporador y, por lo tanto, el punto de ebullición del agua de alimentación, puede optimizar la producción ya sea para un rendimiento máximo o una mayor eficiencia, según lo que se necesite en ese momento. La mayor salida se logra cuando el evaporador funciona a una presión cercana a la atmosférica y a una temperatura alta (para vapor saturado, esto tendrá un límite de 100 °C), que puede tener una eficiencia de 0.87   kg de agua de alimentación producida por cada kg de vapor suministrado.
Si el vacío del condensador aumenta al máximo, la temperatura del evaporador se puede reducir a alrededor de 72 °C. La eficiencia aumenta hasta que la masa de agua de alimentación producida es casi igual a la del vapor suministrado, aunque la producción ahora está restringida al 86% del máximo anterior.
Los evaporadores generalmente se instalan como un conjunto, donde dos evaporadores se acoplan a un solo destilador. Para mayor confiabilidad, los barcos grandes tendrán un par de estos conjuntos. Es posible organizar estos conjuntos de evaporadores en paralelo o en serie, para una producción máxima o más eficiente. Esto organiza los dos evaporadores de modo que el primero funcione a presión atmosférica y alta temperatura (la caja de salida máxima), pero luego utiliza la salida de calor resultante del primer evaporador para conducir un segundo, funcionando al máximo vacío y baja temperatura (la eficiencia máxima caso). La producción total de agua de alimentación puede exceder el peso del vapor que se suministra primero, hasta un 160% de la misma. Sin embargo, la capacidad se reduce, hasta el 72% del máximo.

### Bombas de evaporación
El agua de mar no evaporada en un evaporador se convierte gradualmente en una salmuera concentrada y, al igual que las calderas de vapor tempranas con alimentación de agua de mar, esta salmuera se debe soplar intermitentemente cada seis a ocho horas y volcarse por la borda. Los evaporadores tempranos simplemente se montaron en lo alto y descargaron su salmuera por gravedad. A medida que la creciente complejidad de los condensadores de superficie exigía una mejor calidad del agua de alimentación, una bomba se convirtió en parte del equipo del evaporador. Esta bomba tenía tres funciones combinadas como una bomba de alimentación de agua de mar, una bomba de suministro de agua dulce y una bomba de extracción de salmuera, cada una de capacidad progresivamente menor. La salinidad de la salmuera fue un factor importante en la eficiencia del evaporador: una formación de escamas estimulada demasiado densa, pero muy poco representó un desperdicio de agua de mar caliente. La salinidad operativa óptima se fijó así en tres veces la del agua de mar, por lo que la bomba de salmuera tuvo que eliminar al menos un tercio de la tasa de suministro total de agua de alimentación. Estas bombas se parecían a las bombas de agua de alimentación recíprocas de vapor que ya estaban en servicio. Por lo general, fueron producidos por fabricantes conocidos, como G & J Weir. Se utilizaron bombas verticales y horizontales, aunque se favorecieron las bombas horizontales, ya que fomentaban la desaireación del agua de alimentación. Las bombas centrífugas rotativas eléctricas se adoptaron más tarde, como más eficientes y más confiables. Hubo dudas iniciales sobre si estos serían capaces de bombear salmuera contra el vacío del evaporador, por lo que también hubo un tipo de transición en el que una bomba de émbolo para salmuera accionada por tornillo sin fin se accionó desde el eje rotatorio.

## Destiladores tipo "flash" (destello)
Una forma posterior de evaporador marino es el destilador flash. El agua de mar calentada se bombea a una cámara de vacío, donde "destellea" convirtiéndose en vapor de agua pura. Éste se condensa para su uso posterior. 
Como el uso del vacío reduce la presión de vapor, el agua de mar solo necesita elevarse a una temperatura de 77 grados Celsius (170,6 °F). Tanto el evaporador como el destilador se combinan en una sola cámara, aunque la mayoría de las plantas utilizan dos cámaras unidas, trabajadas en serie. La primera cámara se trabaja a 23.5 inHg (80 kPa) de vacío, el segundo a 26–27 inHg (88–91 kPa). El agua de mar se suministra al destilador mediante una bomba de alrededor de 20 libras por pulgada cuadrada (140 kPa). El agua de mar fría pasa a través de un serpentín de condensador en la parte superior de cada cámara antes de ser calentada por vapor en un calentador de agua de alimentación externo. El agua de mar calentada ingresa a la parte inferior de la primera cámara, luego se drena sobre una presa y pasa a la segunda cámara, estimulada por el vacío diferencial entre ellos. La salmuera producida por un destilador instantáneo está solo ligeramente concentrada y se bombea por la borda continuamente.
El vapor de agua dulce se eleva a través de las cámaras y es condensado por las bobinas de agua de mar. Los bafles y las bandejas de captación capturan esta agua en la parte superior de la cámara. El vacío en sí es mantenido por los eyectores de vapor.
La ventaja del destilador instantáneo sobre el evaporador compuesto es su mayor eficiencia operativa, en términos de calor suministrado. Esto se debe al trabajo al vacío, por lo tanto a baja temperatura, y también al uso regenerativo de los serpentines del condensador para precalentar la alimentación de agua de mar.
Una limitación del destilador de destellos es su sensibilidad a la temperatura de entrada del agua de mar, ya que esto afecta la eficiencia de las bobinas del condensador. En aguas tropicales, el caudal del destilador debe acelerarse para mantener una condensación efectiva. Como estos sistemas son más modernos, generalmente están equipados con un salinómetro eléctrico y cierto grado de control automático.

## Destiladores de vapor de compresión

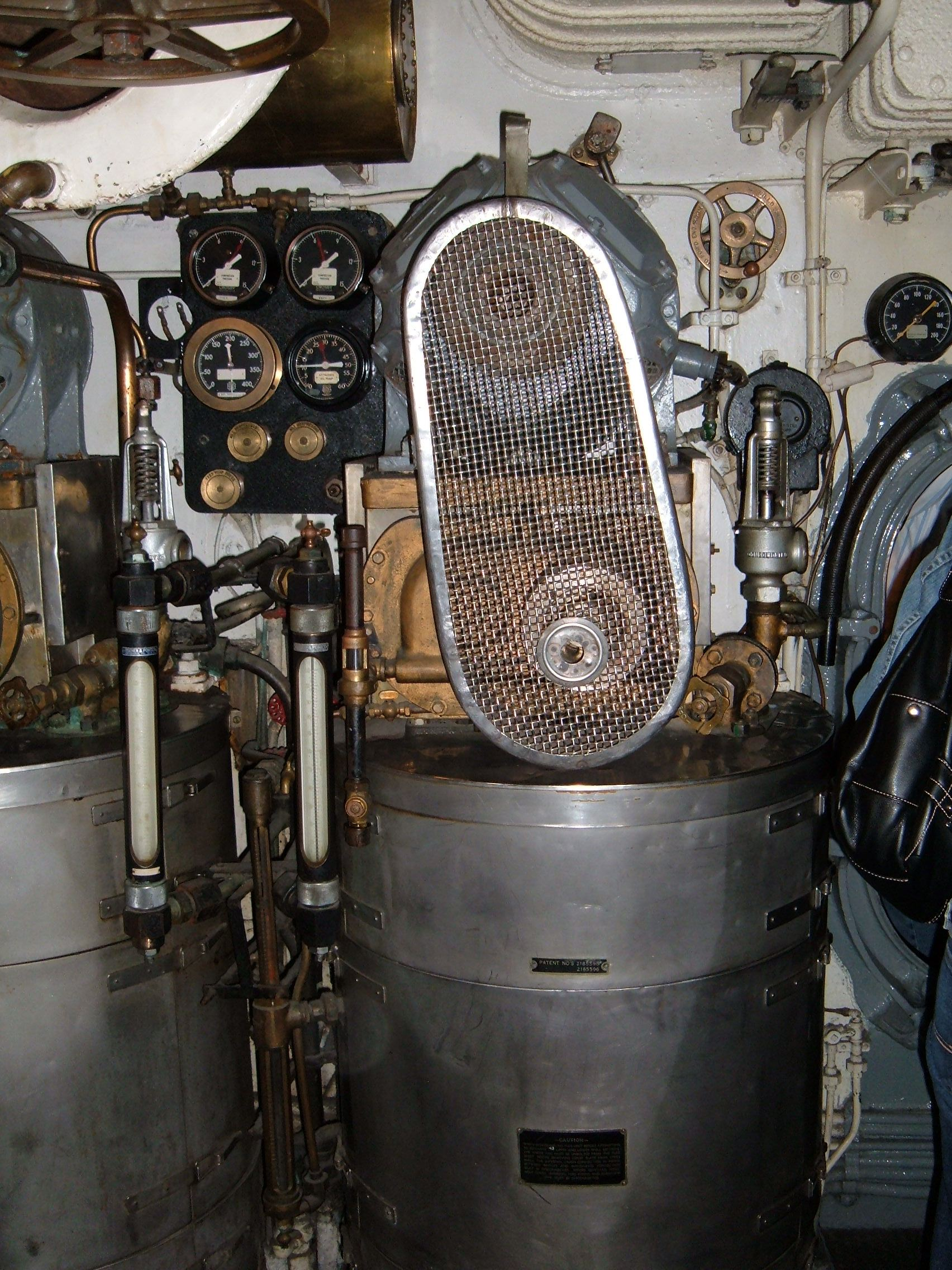
Uno de los dos destiladores de compresión de vapor en la sala de máquinas del submarino USS Pampanito de la Segunda Guerra Mundial (SS-383)

Los barcos con motor diésel no utilizan calderas de vapor como parte de su sistema de propulsión principal y, por lo tanto, es posible que no haya suministros de vapor disponibles para impulsar los evaporadores. Algunos lo hacen, ya que utilizan calderas auxiliares para tareas de no propulsión como esta. Tales calderas pueden ser incluso calderas de recuperación de calor que son calentadas por el escape del motor.
Cuando no se dispone de suministro de vapor adecuado, en su lugar se utiliza un destilador de compresión de vapor. Esto es impulsado mecánicamente, ya sea eléctricamente o por su propio motor diésel.
El agua de mar se bombea a un evaporador, donde se hierve mediante un serpentín de calentamiento. El vapor producido se comprime, elevando su temperatura. Este vapor calentado se utiliza para calentar los serpentines del evaporador. El condensado de la salida de la bobina proporciona el suministro de agua dulce. Para iniciar el ciclo, se utiliza un pre-calentador eléctrico para calentar el primer suministro de agua. La principal entrada de energía a la planta es el accionamiento mecánico del compresor, no como energía térmica.
Tanto la producción de agua dulce como la salmuera residual del evaporador se llevan a través de un enfriador de salida. Esto actúa como un intercambiador de calor con el agua de mar de entrada, pre-calentándolo para mejorar la eficiencia. La planta puede funcionar a baja presión o con un ligero vacío, según el diseño. Como el evaporador funciona a presión, no al vacío, la ebullición puede ser violenta. Para evitar el riesgo de cebado y el arrastre de agua salada en el vapor, el evaporador se divide por un separador de tapa de burbuja.

### Submarinos
Los destiladores de compresión de vapor se instalaron en submarinos de EE. UU. poco antes de la Segunda Guerra Mundial. Los primeros intentos se habían hecho con evaporadores que funcionaban con el calor del escape del motor diésel, pero solo podían usarse cuando el submarino estaba navegando a velocidad de superficie. Otra dificultad con los submarinos fue la necesidad de producir agua de alta calidad para rellenar sus grandes baterías de almacenamiento. El consumo típico en una patrulla de guerra fue de alrededor de 500 US gallons (1,900 litros) por día para servicios de hotel, bebida, cocina, lavado etc. y también para reponer el sistema de enfriamiento del motor diésel. Otros 500   Se requerían galones por semana para las baterías. El modelo estándar Badger X-1 para submarinos diésel podría producir 1.000.   galones por día Capacidad del tanque de 5,600.   Se proporcionaron galones (1,200 de los cuales era agua de batería), alrededor de 10 días de reserva. Con la aparición de submarinos nucleares y su abundante suministro de electricidad, se podría instalar una planta aún más grande. La planta X-1 se diseñó para que pudiera ser operada cuando se practica snorkeling, o incluso cuando está completamente sumergida. A medida que la presión ambiental aumentaba cuando se sumergía, y por lo tanto el punto de ebullición, se necesitaba calor adicional en estos destiladores submarinos y, por lo tanto, estaban diseñados para funcionar con calor eléctrico continuamente.